# Dave Crenshaw
Dave Crenshaw (1975) is een Amerikaanse schrijver, spreker en expert op het gebied van bedrijfsvoering en tijdmanagement. Crenshaw is onder meer bekend door zijn eigen boeken "The Myth of Multitasking: How "Doing It All" Gets Nothing Done" en "Invaluable: The Secret to Becoming Irreplaceable", die ook geciteerd zijn door verschillende universiteitskranten.

## De jeugd en de opleiding
Crenshaw volgde de bachelor opleiding Science in Business Management aan de Marriot School of Management (Brigham Young University). Deze bachelor opleiding behaalde Crenshaw in 2000, waarna hij voor zichzelf ging beginnen. Kort nadat hij begonnen was met zijn eigen bedrijf, werd er door een klinische psycholoog ADHD (Attention Deficit Hyperactivity Disorder) geconstateerd.

## Carrière
Crenshaw begon zijn carrière als zelfstandige ondernemer en bouwde een advies en coaching bedrijf op. Daarmee hielp hij kleine bedrijven om effectiever te werk te gaan. Nadat Crenshaw enkele jaren als zelfstandige ondernemer aan de slag ging, besloot Crenshaw om boeken te gaan schrijven.
Zijn eerste boek werd in 2008 uitgegeven door Jossey-Bass, onderdeel van John Wiley & Sons, en kreeg de naam The Myth of Multitasking: How "Doing It All" Gets Nothing Done. Dennis Lythgoe schreef een artikel over dit boek in de Deseret News, waarbij de focus vooral kwam te liggen over de (sociale) mythen omtrent multitasking.
Twee jaar later, in 2010, verscheen Crenshaw's zijn tweede boek genaamd Invaluable: The Secret to Becoming Irreplaceable. Ook dit keer was Jossey-Bass de uitgever van het boek. Over dit boek schreef Jim Pawlak een review in de Silicon Valley Business Journal en bestempelde het boek als een informatief boek, waarbij dagelijkse activiteiten geïdentificeerd konden worden om op die manier effectiever te werk te kunnen gaan.
In 2013 besloot Crenshaw zijn derde boek te publiceren over ondernemerschap. Dit boek kreeg de titel The Focused Business: How Entrepreneurs Can Triumph Over Chaos. Sinsdien (2013) is Crenshaw ook actief als instructeur, auteur en presentator bij onder meer Lynda.com. Hij heeft het daarbij vooral over bedrijfsvoering, time management fundamentals en productiviteit binnen de bedrijfsvoering. Naast Lynda.com deelt Crenshaw ook zijn kennis in verschillende cursussen op LinkedIn Learning, die geciteerd werden in diverse universiteitskranten. Zijn inzichten over multitasking werden ook geciteerd in BBC News, Forbes en The Washington Post. Zijn werk stond onder meer op Lifehacker, The Ledger, Fast Company en in de The Guardian.

### Ander werk
Naast het delen van zijn kennis is Crenshaw met regelmaat te zien als spreker op evenementen of conferenties, waar hij spreekt over de bedrijfsvoering en time management. Zo was Crenshaw onder meer aanwezig bij EO Alchemy 2012 (Seattle), Crown Council's 18th Annual Event, the 2013 REACH conference, Schnizzfest 2013, Behind Every Leader, TiE Silicon Valley, en LTB 2014.